# Pelahatchie
Pelahatchie is een plaats (town) in de Amerikaanse staat Mississippi, en valt bestuurlijk gezien onder Rankin County.

## Demografie
Bij de volkstelling in 2000 werd het aantal inwoners vastgesteld op 1461.
In 2006 is het aantal inwoners door het United States Census Bureau geschat op 1491, een stijging van 30 (2,1%).

## Geografie
Volgens het United States Census Bureau beslaat de plaats een oppervlakte van
8,3 km², geheel bestaande uit land. Pelahatchie ligt op ongeveer 111 m boven zeeniveau.

## Plaatsen in de nabije omgeving
De onderstaande figuur toont nabijgelegen plaatsen in een straal van 32 km rond Pelahatchie.